# Ready Teddy
Ready Teddy est une chanson de rock'n'roll écrite par John Marascalco et Robert Blackwell.

## Historique
La chanson Ready Teddy a été rendue populaire pour la première fois par Little Richard en 1956. Elle a ensuite été interprétée par Buddy Holly, Gene Vincent, Elvis Presley et d'autres.
Elle a reçu sa plus grande audience le 9 septembre 1956, quand Elvis Presley l'a chantée devant quelque 60 millions de téléspectateurs pendant sa première apparition au The Ed Sullivan Show sur CBS.
Elle a ensuite été utilisée dans le film de Federico Fellini La dolce vita de 1960, dans une version par le rocker italien Adriano Celentano.
Ce titre est enregistré par Tony Sheridan and The Beat Brothers et publié en 1962 sur l'album My Bonnie. Cet enregistrement est réutilisé en 1984 sur l'album The Early Tapes of the Beatles, une version augmentée de l'album The Beatles' First ! paru en Allemagne vingt ans plus tôt. Ce ne sont pas les Beatles qui sont entendus ici, mais la chanson est utilisée pour compléter les huit enregistrements du groupe britannique qui y sont compilées.

## Crédits de traduction
- (en) Cet article est partiellement ou en totalité issu de l’article de Wikipédia en anglais intitulé « Ready Teddy » (voir la liste des auteurs).